# Gräsdal
Gräsdal är en by i Bäckebo socken, Nybro kommun. I Gräsdal störtade Bäckebobomben, en tysk V-2-robot den 13 juni 1944.